# Landinformationssystem
Ein Landinformationssystem (LIS) ist ein informationstechnisches Werkzeug, mit dem man die in ihm enthaltenen großmaßstäbigen Geodaten erfassen, verwalten, visualisieren, manipulieren und ausgeben kann.
Ein LIS vereint demnach eine Datenbank und die zur Bearbeitung und Darstellung dieser Daten nützlichen Methoden. Zusammen mit GIS (die kleinmaßstäbiger arbeiten) und anderen Informationssystemen zählt es zu den raumbezogenen Informationssystemen (RIS). Zu Datenbestand und Details der Methodik:
- Ein LIS enthält vornehmlich Primärdaten (aus direkten Datenquellen) und erweitert die Nutzungsmöglichkeiten bisheriger Pläne zu digitalen, teilweise sogar Online-Plänen;
- ein GIS enthält überwiegend Sekundärdaten – aggregiert, generalisiert, interpretiert … d. h. kleinmaßstäbigere Daten als ein LIS. Es entspricht einer digitalen Landkarte.
- Zu den speziellen Möglichkeiten beider Info-Systeme (Visualisierung und Darstellungsweisen, spezielle Abfragen, Verschneidungen etc.) siehe GIS.

Definition von Landinformationssystem nach der Fédération Internationale des Géomètres (FIG):
Ein LIS ist ein Instrument zur Entscheidungsfindung in Recht, Verwaltung und Wirtschaft sowie ein Hilfsmittel für Planung und Entwicklung. Es besteht
- einerseits aus einer Datensammlung (Datenbank), welche auf Grund und Boden bezogene Daten einer bestimmten Region enthält,
- andererseits aus Verfahren und Methoden für die systematische Erfassung, Aktualisierung, Verarbeitung und Umsetzung dieser Daten.
- Die Grundlage eines LIS bildet ein einheitliches, räumliches Bezugssystem für die gespeicherten Daten, welches auch eine Verknüpfung der im System gespeicherten Daten mit anderen bodenbezogenen Daten erleichtert.

LIS werden von den Vermessungsämtern aufgebaut und geführt, wobei sie sich in erster Linie auf die vermessungstechnische Abbildung der Erdoberfläche in der Form von digitalen Karten und Eigentumsnachweisen beziehen.

## Entwicklung von LIS
Die Entwicklung von Landinformationssystemen begann 1971 auf dem XIII. Kongress der FIG in Wiesbaden mit der Einrichtung einer Studiengruppe, die einen internationalen Überblick über die verschiedenen bestehenden Anweisungen für die „Verarbeitung und Speicherung der Vermessungsdaten in einem Rechner“ erstellen soll. Außerdem war Aufgabe dieser Gruppe die Entwicklung eines Modells, in dem die verschiedenen Anweisungen vereint werden können. Beim XIV. Kongress der FIG 1974 in Washington, D.C. wurde von der Studiengruppe dann der Begriff „Landinformationssystem“ erstmals international vorgestellt. Im Jahr 1978 fand an der TH Darmstadt ein Symposium der FIG zum Thema „Landinformationssysteme“ statt, das als grundlegendes Ergebnis folgende Inhalte eines LIS definierte:
- „geodätisch vermessungstechnische Daten, geometrische Daten, semantische Daten,
- juridische Daten über Eigentumsverhältnisse, Belastungen und Beschränkungen,
- Daten über natürliche Grundgüter (Ressourcen) wie Geologie, Bodenschätze, Wassermengen, Wald, Pflanzgemeinschaften und Klima,
- Daten über technische Anlagen, Energie und Industrieanlagen, Wohngebiete, Verkehrsanlagen, unterirdische Ver- und Entsorgungsanlagen,
- Angaben über Auswirkungen von Industrie und Technik, die die Umwelt beeinflussen, wie Wasserqualität, Emissionen, Lärm und sonstige Eingriffe, sowie
- wirtschaftliche und sozialpolitische Angaben, wie beispielsweise Bevölkerung, Arbeitsmöglichkeiten, Verkehrssituation, Kulturstätten oder ärztliche Versorgung.“[2]

Um 1990 war die Datenerfassung und Softwareentwicklung weit genug fortgeschritten, dass fast alle deutschen Bundesländer und Großstädte die Basisdaten in LIS organisiert hatten.
Inzwischen hat auch der Großteil der Gemeinden seine Daten in LIS eingebracht und verarbeitet damit u. a. Pläne für Gebäude, Kanäle, Wasser, elektrische Leitungen oder idealerweise den gesamten digitalen Stadtplan samt Leitungskataster.

## LIS in Deutschland, Österreich und der Schweiz
In Deutschland gehören ALKIS (ehemals geteilt in ALK und ALB) sowie ATKIS in diesen Bereich. Sie stellen Geobasisdaten zu Liegenschaften und zur Topografie für andere Fachanwendungen bereit.
In Österreich ist der Aufbau analog, wird aber nicht von den einzelnen Bundesländern, sondern durch das gesamtstaatliche Bundesamt für Eich- und Vermessungswesen durchgeführt.
In der Schweiz liegt die Zuständigkeit weitgehend bei der Swisstopo.